# Xenochroma
Xenochroma là một chi bướm đêm thuộc họ Geometridae.

## Các loài
- Xenochroma aetherea (Debauche, 1941)
- Xenochroma angulosa Herbulot, 1984
- Xenochroma candidata Warren, 1902
- Xenochroma dyschlorata (Warren, 1914)
- Xenochroma palimpais Prout L. B., 1934
- Xenochroma planimargo Prout L. B., 1912
- Xenochroma roseimargo Janse, 1935
- Xenochroma salsa (Warren, 1897)
- Xenochroma silvatica Herbulot, 1984